# Hæklenål
En hæklenål er en type nål, som normalt har en krog i den ene ende. Krogen benyttes til at trække garn i gennem den løkke som udgør et hæklearbejdes eneste maske.
Hæklenåle kan være lavet af træ, plast eller metal og findes i flere størrelser. Der er forskellige måder at angive størrelsen på, men det mest amindelige i Danmark er at angive  tykkelsen i millimeter.